# Molophilus rasilis
Molophilus rasilis là một loài ruồi trong họ Limoniidae. Chúng phân bố ở miền Australasia.